# Виктюк, Роман Григорьевич
Рома́н Григо́рьевич Виктю́к (укр. Роман Григорович Віктюк; 28 октября 1936, Львов, Львовское воеводство, Польша — 17 ноября 2020, Москва, Россия) — советский, украинский и российский театральный режиссёр и педагог, основатель и художественный руководитель Театра Романа Виктюка (1991—2020); народный артист Украины (2006), народный артист Российской Федерации (2009).

## Биография

### Ранние годы и семья
Роман Григорьевич Виктюк родился 28 октября 1936 года во Львове в семье учителей, Григория (1906—1993)  и Катерины (1906—1991)  Виктюк. Этнический украинец по происхождению, имел гражданство Польши по факту рождения в Польской республике. Имел гражданство СССР с 1939 года, после присоединения Западной Украины к СССР. Детские годы прожил во Львове, в многоязычной среде, знал идиш, польский, русский и украинский языки. В личном общении легко переходил с одного языка на другой и помогал людям из разных культур понимать друг друга. Уже в школьные годы проявлял интерес к актёрской деятельности. Вместе с друзьями и одноклассниками ставил небольшие спектакли, в одном из школьных спектаклей играл роль Зои Космодемьянской.
В 1957 году окончил актёрский факультет ГИТИСа (мастерская Василия Александровича и Марьи Николаевны Орловых).
Имел двух младших сестёр Кристину и Дануту, двух племянников Наталью и Романа, а также двух внучатых племянников Бориса и Катерину.
Детей нет. Называл своими детьми племянников Наталью и Романа, учеников и актёров театра Романа Виктюка, внуками — внучатых племянников Бориса и Катерину, а правнучками — детей внучатого племянника Бориса Эмилию и Ксению.
Со слов Виктюка, он был женат единственный раз в молодости на сотруднице «Мосфильма», с которой прожил недолго, после чего стал ярым противником брака. В студенчестве к нему испытывала симпатию Валентина Талызина, а сам режиссёр позже был влюблён в Людмилу Гурченко.

### Карьера
Работал в театрах Львова, Киева, Калинина и Вильнюса: Львовский театр юного зрителя (ТЮЗ) имени Максима Горького, Калининский театр юного зрителя.
В Русском драматическом театре Литовской ССР (ныне Вильнюсский старый театр Литвы) был ведущим режиссёром в 1970—1974 годах.
С собственных слов, в Вильнюс Виктюк попал хитростью: он позвонил начальнику отдела театров Литвы и, изображая голос начальника отдела театров Министерства культуры СССР, попросил принять Виктюка в качестве нового режиссёра.

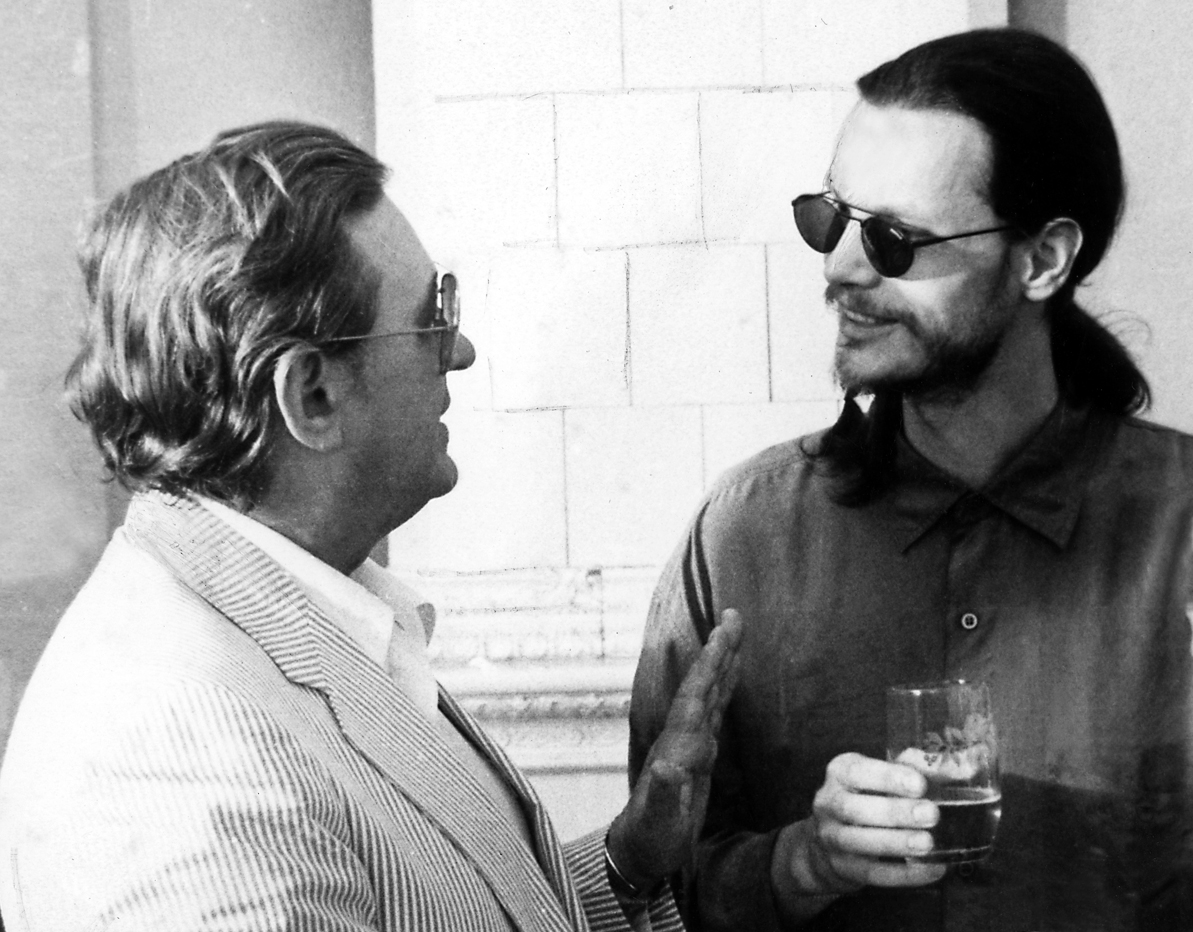
Роман Виктюк (слева) на презентации Фонда Мазоха. Львов, 1992 год

Поставил пьесу Питера Шеффера «Чёрная комната» (премьера 29 января 1971), романтическую драму Юлиуша Словацкого (в переводе Бориса Пастернака) «Мария Стюарт», «Валентин и Валентина» Михаила Рощина (1971), «Любовь — книга золотая» Алексея Толстого, «Дело передаётся в суд» Александра Чхаидзе, «Принцесса и дровосек» Галины Волчек и Маргариты Микаэлян (1972), «С любимыми не расставайтесь» Александра Володина, «Встречи и расставания» Александра Вампилова, «Продавец дождя» Ричарда Нэша (1973). Позднее приглашался в Вильнюс для постановок в Русском драматическом театре «Уроков музыки» Людмилы Петрушевской (премьера 31 января 1988) и «Мастера и Маргариты» по Михаилу Булгакову (премьера 20 октября 1988).
Начиная с середины 1970-х годов, режиссёр ставил спектакли в столичных театрах, среди которых «Царская охота» в Театре имени Моссовета, «Муж и жена снимут комнату» и «Татуированная роза» во МХАТе, «Утиная охота» Александра Вампилова и «Уроки музыки» Людмилы Петрушевской в Студенческом театре МГУ (был запрещён).
В 1988 году на сцене театра «Сатирикон» Роман Виктюк поставил свой самый известный спектакль — «Служанки», по пьесе Жана Жене. Благодаря разработке особой актёрской пластики Валентином Гнеушевым, хореографии Аллой Сигаловой, подбору музыки Асафом Фараджевым, костюмам Аллы Коженковой, гриму Льва Новикова, — в сочетании с актёрской игрой Константина Райкина (Соланж), Николая Добрынина (Клер), Александра Зуева (Мадам) и Сергея Зарубина (Мсьё), — Виктюку удалось создать спектакль, который был показан во многих странах мира, был отмечен в многочисленных отзывах прессы, а самого режиссёра сделал узнаваемым и известным театральным деятелем.
Спектаклем «М. Баттерфляй» (1991), по пьесе Д. Г. Хуана, открылся Театр Романа Виктюка, объединивший артистов из разных театров.
Роман Виктюк является сооснователем (вместе с Игорем Подольчаком и Игорем Дюричем) Фондa Мазоха (1991, Львов).
С 2001 по 2006 год работал на телеканале ТВЦ: был ведущим ночной разговорной программы «Поэтический театр Романа Виктюка» (2001—2006) и ток-шоу «Человек из ящика» (2005). Покинул телеканал после прихода команды Александра Пономарёва.
Роман Виктюк работал в театрах России, Украины, Латвии, Литвы, Финляндии, США, Италии, Греции, Израиля и стран бывшей Югославии.
В режиссёрском активе мастера было более двухсот спектаклей в разных театрах мира.
Абсолютными хитами были постановки: «Татуированная роза» Теннесси Уильямса с Ириной Мирошниченко (шла во МХАТе 27 лет), «Старая актриса на роль жены Достоевского» Эдварда Радзинского с Татьяной Дорониной (шла во МХАТе имени Максима Горького 30 лет), «М. Баттерфляй» Д. Хуана с Сергеем Маковецким и Эриком Курмангалиевым («Фора-театр», Москва), «Лолита» Эдварда Олби по роману Владимира Набокова с Валентиной Талызиной и Сергеем Маковецким (Театр Романа Виктюка), «Саломея» Оскара Уайльда с Дмитрием Бозиным и Николаем Добрыниным (Театр Романа Виктюка), «Царская охота» Леонида Зорина с Маргаритой Тереховой и Леонидом Марковым (шла в Театре имени Моссовета 27 лет), «Реквием по Радамесу» А. Николаи с Еленой Образцовой, Ольгой Аросевой и Верой Васильевой (Московский академический театр сатиры).
Манифестом и главным триумфом Виктюка стала постановка «Служанки» Жана Жене («Сатирикон» и Театр Романа Виктюка).
В 2011 году принял участие в качестве члена жюри телепроекта Первого канала «Призрак оперы». Осенью 2011 года принял участие в качестве члена жюри телепроекта украинского канала «Интер» танцевальное шоу «Майдан’s». В 2012 году стал приглашённым членом жюри пятого выпуска первого сезона шоу «Большой балет» на канале «Культура». В 2013 году принял участие в качестве члена жюри шоу Первого канала «Минута славы. Дорога на Олимп!». В 2014 году — член жюри шоу «Театр эстрады» на Первом канале.

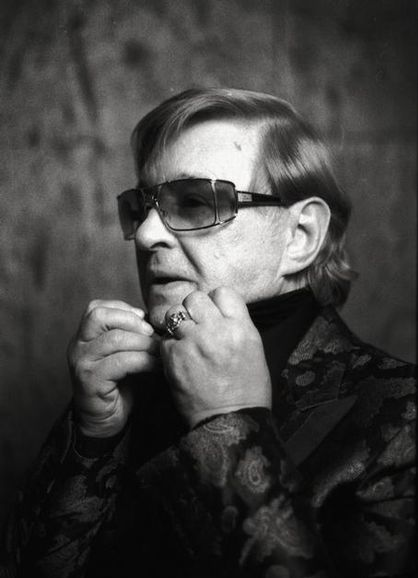
Роман Виктюк в 2008 году

Профессор Роман Григорьевич Виктюк преподавал в эстрадно-цирковом училище (известные ученики — Геннадий Хазанов, Ефим Шифрин, Валентин Гнеушев), выпустил три курса в РАТИ — ГИТИС (известные ученики — Ростислав Колпаков, Павел Карташёв, Андрей Шакун, Евгений Лавренчук). Читал лекции по режиссуре и актёрскому мастерству в России, Украине и Италии. Преподавал в Институте театрального искусства, давал мастер-классы на курсах актёрского мастерства и режиссуры при Польском театре в Москве.
Роман Виктюк был известен оригинальностью и неангажированностью в суждениях, что сочеталось с его внешней экстравагантностью. Его творческий метод отмечен как эпатажный в статье Энциклопедии современной Украины среди режиссёров, которые «шокируют смелыми и неординарными постановками».

### Болезнь и смерть
14 октября 2020 года Роман Виктюк был госпитализирован в больницу имени братьев Бахрушиных из-за заражения коронавирусной инфекцией.
17 ноября 2020 года для дальнейшей реабилитации был переведён в Московский госпиталь для ветеранов войн № 2 на Волгоградском проспекте, где скончался сразу после поступления, на 85-м году жизни.
Официальная причина смерти — тромбоэмболия.
Церемония прощания в Москве прошла 20 ноября 2020 года в его театре. Церемония прощания в Украине прошла во Львове 23 ноября в Первом украинском театре для детей и юношества — первом месте его работы в 1964—1968 годах. Отпевание проводилось в греко-католической церкви Святого Андрея, расположенной на Соборной площади в центре города. Похоронили артиста в семейном склепе на Лычаковском кладбище во Львове.

## Общественная позиция
В интервью Би-би-си от 2006 года Роман Виктюк заявил, что даже в период тоталитаризма никогда не ставил спектаклей, которые бы «обслуживали систему». Он также положительно оценил Оранжевую революцию, назвав её «духовной вспышкой» и отметил, что был поражён светом и аурой людей, вышедших на улицы.
В 2012 году режиссёр подписал открытое письмо с призывом к освобождению участниц группы Pussy Riot и даже выразил готовность поручиться за девушек.
Комментируя в 2014 году ситуацию на Донбассе, Виктюк призвал местных жителей выключить телевизоры, чтобы в тишине разобраться в происходящем, а также рекомендовал тем, кто не считает себя гражданином Украины, оставить страну в покое.
Высказывался за принятие закона о защите животных от жестокого обращения.

## Творчество

### Театральные работы
Актёрские работы
1. 1964 — «Сомбреро» Сергея Михалкова (Львовский ТЮЗ имени Максима Горького) — Шура Тычинкин

Режиссёрские работы
Львовский ТЮЗ им. М. Горького

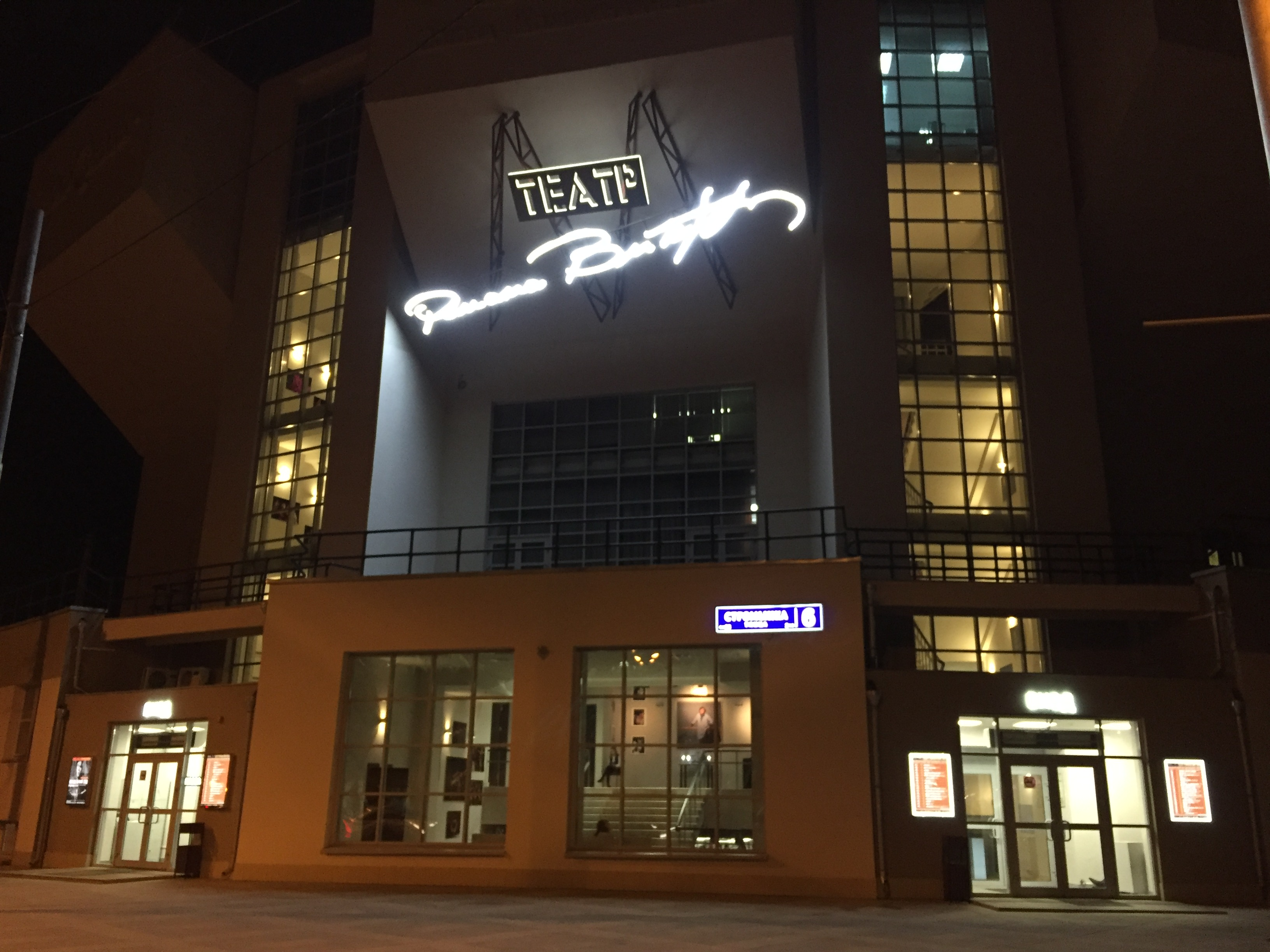
Театр — Сцена «Мельников», до 2024 года носивший название «Театр Романа Виктюка»

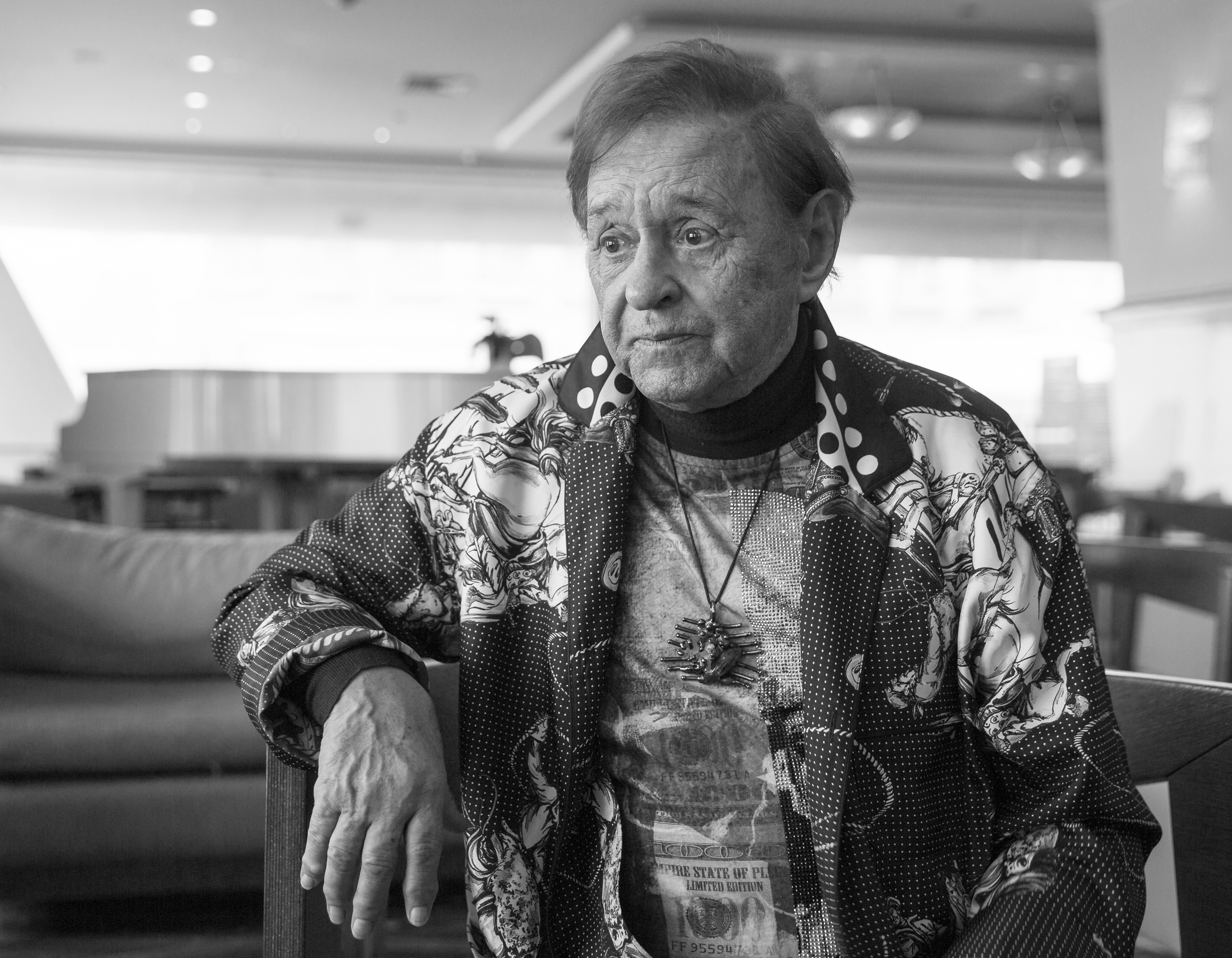
Роман Виктюк в Израиле, 2018 год

1. 1965 — «Всё это не так просто» по пьесе Г. Шмелёва (инсценировка рассказа Л. Исаровой «Дневник»)[25]
2. 1965 — «Когда взойдёт месяц» по пьесе Г. Грегори
3. 1967 — «Семья» И. Попова
4. 1967 — «Фабричная девчонка» А. Володина
5. 1967 — «Город без любви» Л. Устинова
6. 1967 — «Дон Жуан» Мольера

Калининский ТЮЗ
1. «Мне хочется видеть сегодня тебя» по пьесе Р. Виктюка
2. «Волшебная ёлка» В. Ткаченко
3. «Мы, джаз и привидения» Э. Низюрского
4. «Одной любовью меньше» А. Кузнецова
5. «Коварство и любовь» Ф. Шиллера

Литовский Русский драматический театр (Вильнюс)
1. «Чёрная комедия» П. Шеффера
2. «Встречи и расставания» («Прошлым летом в Чулимске») А. Вампилова
3. 1972 — «Принцесса и дровосек» Г. Волчек и М. Микаэлян
4. «Похожий на льва» Р. Ибрагимбекова
5. «Валентин и Валентина» М. Рощина
6. «Мария Стюарт» Ю. Словацкого
7. «Любовь — книга золотая» А. Толстого
8. «Дело передаётся в суд» А. Чхаидзе
9. «С любимыми не расставайтесь» А. Володина
10. «Продавец дождя» Р. Нэша
11. 1988 — «Уроки музыки» Л. Петрушевской[26]
12. 1988 — «Мастер и Маргарита» М. Булгакова[26]

Театр имени Моссовета
1. 1976 — «Вечерний свет» А. Арбузова
2. 1977 — «Царская охота» Л. Зорина[27]
3. 1992 — «Мистерия о нерождённом ребёнке» С. Коковкина

МХАТ им. М. Горького
1. 1976 — «Муж и жена снимут комнату» М. Рощина
2. 1977 — «То была не пятая, а девятая» А. Николаи
3. 1977 — «Украденное счастье» И. Франко
4. 1982 — «Украденное счастье» И. Франко
5. 1982 — «Татуированная роза» Т. Уильямса[26]
6. 1988 — «Старая актриса на роль жены Достоевского» Э. Радзинского

Студенческий театр МГУ (Москва)
1. 1977 — «Утиная охота» А. Вампилова
2. 1979 — «Уроки музыки» Л. Петрушевской[26]
3. 1980 — «Утиная охота» А. Вампилова[26]

Театр Комедии им. Н. П. Акимова (Ленинград)
1. 1977 — «Незнакомец» Л. Зорина
2. 1983 — «Льстец» К. Гольдони

Одесский академический русский драматический театр
1. 1977 — «Самозванец» Л. Корсунского[28]
2. 1981 — «Самозванец» Я. Костюковского[26]

Театр-студия ДК «Москворечье» (Москва)
1. 1982 — «Муж и жена» Альдо Николаи
2. 1984 — «Девочки, к вам пришёл ваш мальчик» («Чинзано») Л. Петрушевской

Театр имени Е. Б. Вахтангова (Москва)
1. 1983 — «Анна Каренина» Л. Толстого
2. 1990 — «Уроки мастера» Д. Паунелла
3. 1990 — «Дама без камелий» Т. Реттигена
4. 1991 — «Соборяне» Н. Лескова
5. 1993 — «Я тебя больше не знаю, милый» А. де Бенедетти

Театр эстрады (Москва)
1. 1983 — «Очевидное и невероятное» по произведениям А. Хайта
2. 1987 — «Масенькие трагедии» по произведениям М. Городинского

Таллинский русский драматический театр (Таллин)
1. 1983 — «Мелкий бес» Ф. Сологуба[26]
2. 1988 — «Мастер и Маргарита» М. Булгакова
3. 1990 — «Мелкий бес» Ф. Сологуба
4. 1998 — «Бульвар Сан-Сет» по мотивам фильма Б. Уайлдера

Московский театр «Современник»
1. 1986 — «Квартира Коломбины» Л. Петрушевской[26]
2. 1987 — «Стена» А. Галина
3. 1989 — «Мелкий бес» Ф. Сологуба[29]
4. 1993 — «Адский сад» Р. Майнарди
5. 2009 — «Сон Гафта, пересказанный Виктюком» В. Гафта[30]

Киевский академический русский драматический театр им. Леси Украинки
1. 1987 — «Священные чудовища» Ж. Кокто
2. 1992 — «Дама без камелий» Т. Рэттигана
3. 1997 — «Бульвар Сан-Сет» по мотивам фильма Б. Уайлдера

Первый московский областной (Камерный театр)
1. 1987 — «Глубокое синее море» Т. Рэттигана
2. 1988 — «Чёрный как канарейка» А. Николаи

Академический театр им. Горького, Горький
1. 1987 — «Уроки музыки» Л. Петрушевской[26]
2. 1989 — «Чёрный как канарейка» А. Николаи[26]
3. 1990 — «Милый, сколько яду положить тебе в кофе?» А. Николаи

Сатирикон (Москва)
1. 1988 — «Служанки» Ж. Жене

Театр Романа Виктюка
1. 1991 — «Служанки» Ж. Жене (вторая редакция)
2. 1992 — «Двое на качелях» У. Гибсона
3. 1992 — «Лолита» Э. Олби по роману В. Набокова
4. 1993 — «Рогатка» Н. Коляды
5. 1994 — «Полонез Огинского» Н. Коляды
6. 1995 — «Любовь с придурком» В. Франчески
7. 1996 — «Философия в будуаре» Маркиза де Сада
8. 1997 — «Осенние скрипки» И. Сургучёва
9. 1997 — «Путаны» Н. Манфреди
10. 1998 — «Саломея» О. Уайльда[31]
11. 1999 — «Заводной апельсин» Э. Бёрджесса[32]
12. 1999 — «Пробуждение весны» Ф. Ведекинда
13. 2000 — «Антонио фон Эльба» Р. Майнарди
14. 2000 — «Эдит Пиаф» К. Драгунской
15. 2000 — «Кот в сапогах» М. Кузмина
16. 2001 — «Мастер и Маргарита» М. Булгакова
17. 2002 — «Мою жену зовут Морис» Р. Шарта
18. 2002 — «Давай займёмся сексом» В. Красногорова
19. 2004 — «Нездешний сад. Рудольф Нуреев» А. Абдуллина
20. 2005 — «Коза, или Сильвия — кто же она?» Э. Олби
21. 2005 — «Последняя любовь Дон Жуана» Э. Шмитта
22. 2006 — «Непостижимая женщина, живущая в нас» Х. Левина
23. 2006 — «Служанки» Ж. Жене (третья редакция)
24. 2007 — «Запах лёгкого загара» Д. Гурьянова
25. 2007 — «Кот в сапогах» М. Кузмина
26. 2008 — «Восемь любящих женщин» Р. Тома
27. 2009, 15 июня — «R&J» по мотивам пьесы У. Шекспира[33][34]
28. 2009, 16 ноября — «Фердинандо» А. Ручелло[35]
29. 2010 — «Король-Арлекин» Р. Лотара
30. 2011 — «Коварство и любовь» Ф. Шиллера
31. 2012 — «Маскарад маркиза де Сада» А. Максимова
32. 2013 — «Несравненная!» П. Куилтера
33. 2014 — «Чернобыль» («В начале и в конце времён») П. Арье
34. 2015 — «Федра» М. Цветаевой
35. 2016 — «И вдруг минувшим летом» Т. Уильямса
36. 2017 — «Крылья из пепла» Дж. Форда
37. 2017 — «Мандельштам» Д. Нигро
38. 2019 — «Мелкий бес» Ф. Сологуба
39. 2020 — «Отравленная туника» Н. Гумилёва

Рижский театр русской драмы
1. 2001 — «Эдит Пиаф» К. Драгунской
2. 2002 — «Мария Стюарт» Ю. Словацкого

Театральная компания «Бал Аст» (Москва)
1. 2001 — «Наш Декамерон XXI» Э. Радзинского
2. 2003 — «Кармен» Л. Улицкой

Другие театры
1. 1984 — «Браво, сатира!» по произведениям М. Жванецкого (Московский театр миниатюр / Театр «Эрмитаж», Москва)[26]
2. 1984 — «Кто боится Вирджинии Вулф?» Э. Олби (Московский драматический театр «Сфера»)[36]
3. 1988 — «Федра» М. Цветаевой (Театр на Таганке, Москва)
4. 1989 — «Наш Декамерон» Э. Радзинского (Московский драматический театр имени М. Н. Ермоловой)
5. 1989 — «Рогатка» Н. Коляды (Репетруарный театр Сан-Диего[англ.], Сан-Диего, США)
6. 1990 — «М. Баттерфляй» Д. Хуана, «Фора-театр», Москва)
7. 1991 — «Рогатка» Н. Коляды (театр г. Падуя, Италия)
8. 1991 — «Татуированная роза» Т. Уильямса (Объединённый шведско-финский театр, Хельсинки)
9. 1994 — «Фердинандо» А. Руччелло[итал.] (Санкт-Петербургский государственный молодёжный театр на Фонтанке)
10. 1995 — «Элеонора. Последняя ночь в Питтсбурге» Г. де Кьярра (ТЮЗ им. А. Брянцева, Санкт-Петербург)
11. 1996 — «Бабочка… Бабочка» А. Николаи (Театр Сатиры на Васильевском)[37]
12. 1997 — «Саломея» О. Уайльда (Югославянский драматический театр[серб.], Белград, Сербия)
13. 2000 — «Сладкоголосая птица юности» сцены из пьесы Т. Уильямса в бенефис Татьяны Дорониной (Центральный Дом актёра имени А. А. Яблочкиной, Москва)[38]
14. 2003 — «Иоланта» П. Чайковского (Краснодарский музыкальный театр)
15. 2004 — «Искатели жемчуга» Ж. Бизе (Новая Опера)
16. 2005 — «Сергей и Айседора» Н. Голиковой («Теорема Продакшн», Москва)
17. 2006 — «Масенькие супружеские преступления» Г. Запольской («Театр-Медиа», Москва)
18. 2009, 18 декабря — «Фуршет после премьеры» В. Красногорова (Архангельский театр драмы имени М. В. Ломоносова)[39]
19. 2010, 5 мая — «До свидания, мальчики!» Б. Балтера (Алтайский краевой театр драмы имени В. М. Шукшина)
20. 2012, 30 сентября — «Реквием по Радамесу» А. Николаи (Московский академический театр сатиры)
21. 2014 — «Жизнь и смерть товарища К.» (фин. Toveri K.) Э. Радзинского (Городской театр Хельсинки)

### Фильмография
- 1976 — Вечерний свет — режиссёр телефильма по одноимённой пьесе Алексея Арбузова
- 1978 — Игроки — режиссёр телефильма по пьесе Николая Гоголя. В ролях: Александр Калягин (Ихарев), Валентин Гафт (Утешительный), Леонид Марков (Швохнев), Александр Лазарев (Кругель), Владимир Кашпур (Алексей), Борис Иванов (Глов-старший), Вячеслав Захаров (Глов-младший), Борис Дьяченко (Гаврюшка), Николай Пастухов (Замухрышкин), Маргарита Терехова (Аделаида Ивановна)
- 1980 — Мне от любви покоя не найти — режиссёр телевизионной композиции по мотивам произведений Уильяма Шекспира «Укрощение строптивой», «Ричард III», «Антоний и Клеопатра», «Отелло», «Гамлет». В ролях: Маргарита Терехова и Эммануил Виторган.
- 1980 — История кавалера де Гриё и Манон Леско — режиссёр телевизионного фильма-спектакля по мотивам романа аббата Прево. В ролях: Игорь Костолевский, Маргарита Терехова, Александр Збруев, Валентин Гафт, Эммануил Виторган, Юрий Яковлев, Клара Белова, Борис Иванов, Андрей Степанов, Пётр Смидович, Олег Чайка, Юрий Горин, Ефим Шифрин
- 1982 — Девочка, где ты живёшь? — режиссёр телефильма по пьесе Михаила Рощина «Радуга зимой»
- 1985 — Долгая память — режиссёр фильма о пионере-герое Володе Дубинине, по мотивам [lib.ru/PROZA/KASSIL/ulmlson.txt повести] Льва Кассиля и Макса Поляновского
- 1989 — Татуированная роза — телеверсия спектакля МХАТ имени Чехова, по одноимённой пьесе Теннесси Уильямса (Гл. ред. лит.-драм. программ ЦТ)
- 1993 — Баттерфляй — документальный фильм о Романе Виктюке («киношоу, эротическое шоу или экзистенциональное шоу») режиссёра[40] Алексея Учителя (I приз за лучший полнометражный фильм IV Открытого фестиваля неигрового кино «Россия»), по сценарию Авдотьи Смирновой и Алексея Учителя
- 2000 — Ростов-папа — Нотариус, — роль в телесериале Кирилла Серебренникова (новелла «Сынок», заключительная)
- 2001 — Конец века — Хенрик Станковский, врач-психотерапевт, стирающий память, — центральная роль в фильме Константина Лопушанского[41]
- 2008 — Роман Карцев: Бенефис — «Хорошо забытое старое»: спектакль Виктюка «Браво, сатира!», по произведениям Михаила Жванецкого, поставленный в Московском театре миниатюр для Карцева и Ильченко (1984)
- 2017 — Физрук — камео, появляется на похоронах Шиловского (76 серия)

## Признание и награды
- 1991—1992
  - Лауреат премии «Киевская пектораль» в категории «Лучший спектакль драматического театра» (спектакль «Дама без камелий»)
  - Номинант премии «Киевская пектораль» в категории «Лучшая режиссёрская работа» (спектакль «Дама без камелий»)
- 2003
  - Заслуженный деятель искусств Российской Федерации (5 июня 2003 года) — за заслуги в области искусства[42]
  - Орден «За интеллектуальную отвагу» (Украина)
- 2006
  - Народный артист Украины (27 октября 2006 года) — за весомый личный вклад в развитие отечественного театрального искусства, многолетний плодотворный творческий труд и высокие профессиональные достижения[43]
- 2009
  - Народный артист Российской Федерации (23 ноября 2009 года) — за большие заслуги в области театрального искусства[44]
- 2020
  - Лауреат премии «Звезда Театрала» в почётной номинации «Легенда сцены» (посмертно)[45]